# Бегающие кукушки
Бегающие кукушки (лат. Neomorphinae) — подсемейство семейства кукушковых (Cuculidae). Члены этого подсемейства известны также как наземные кукушки Нового Света, поскольку большинство из них в значительной степени наземные и обитают в Северной и Южной Америках . Только роды Dromococcyx и Tapera ведут более древесный образ жизни, и они также являются единственными гнездовыми паразитами среди кукушек в Северной и Южной Америки, в то время как остальные виды этого семейства, живущие на Американских континентах, все строят собственные гнезда. Раньше в это подсемейство включали и азиатских земляных кукушек рода Caprococcyx, сейчас показано, что их сходство следствие конвергенции к сходному образу жизни и в действительности они относятся к Пестроклювым кукушкам (Phaenicophaeinae). 

## Роды
- Род Dromococcyx Wied-Neuwied, 1832 — павлиньи кукушки
  - Dromococcyx pavoninus Pelzeln, 1870 — павлинья кукушка
  - Dromococcyx phasianellus (Spix, 1824) — краснохохлая павлинья кукушка

- Род Geococcyx Wagler, 1831 — кукушки-подорожники
  - Geococcyx californianus (Lesson, 1829) — калифорнийская земляная кукушка
  - Geococcyx velox (Wagner, 1836) — малая кукушка-подорожник

- Род Morococcyx Sclater, 1862 — дроздовидные кукушки
  - Morococcyx erythropygus (Lesson, 1842) — дроздовидная кукушка

- Род Neomorphus Gloger, 1827 — земляные кукушки
  - Neomorphus geoffroyi (Temminck, 1820) — рыжегузая земляная кукушка
  - Neomorphus pucheranii Deville, 1851 — красноклювая земляная кукушка (американская)
  - Neomorphus radiolosus Sclater & Salvin, 1878 — полосатая земляная кукушка
  - Neomorphus rufipennis (Gray, 1849) — краснокрылая земляная кукушка
  - Neomorphus squamiger (Todd, 1925) — чешуйчатая земляная кукушка
- Род Tapera (Thunberg, 1819) — четырёхкрылые кукушки
  - Tapera naevia (Linnaeus, 1766) — четырёхкрылая кукушка